# Trophy Club
Trophy Club – miasto w Stanach Zjednoczonych, w stanie Teksas, w hrabstwach Tarrant i Denton.

## Demografia
Według przeprowadzonego przez United States Census Bureau spisu powszechnego w 2010 roku miasto liczyło 8 024 mieszkańców. Natomiast skład etniczny w mieście wyglądał następująco: biali 91,3%, Afroamerykanie 1,9%, Azjaci 3,5%, pozostali 3,3%.